# Larinotus umbilicatus
Larinotus umbilicatus is een keversoort uit de familie schorsknaagkevers (Trogossitidae). De wetenschappelijke naam van de soort werd in 1937 gepubliceerd door Carter & Zeck.